# Vikartovce
Vikartovce (in ungherese Hernádfõ, in tedesco Weigsdorf) è un comune della Slovacchia facente parte del distretto di Poprad, nella regione di Prešov.
Nelle cronache storiche, il villaggio fu menzionato per la prima volta nel 1283.
Il suo nome significa "villaggio di Weichard", dal nobiluomo che lo fondò.